# Polycyrtus parmenioi
Polycyrtus parmenioi är en stekelart som beskrevs av Zuniga 2004. Polycyrtus parmenioi ingår i släktet Polycyrtus och familjen brokparasitsteklar. Inga underarter finns listade i Catalogue of Life.